# Deer Lake (Pennsylvania)
Deer Lake ist ein Borough im Schuylkill County im Bundesstaat Pennsylvania in den USA. Das U.S. Census Bureau hat bei der Volkszählung 2020 eine Einwohnerzahl von 670 ermittelt.

## Geographie
Der Ort liegt 12 Kilometer südlich von Pottsville und 150 Kilometer nordöstlich von Philadelphia. Die Pennsylvania Route 61 verläuft durch die westlichen Bezirke von Deer Lake.

## Geschichte
Im Jahr 1922 gründeten einige Geschäftsleute aus dem umliegenden Kohlerevier in der landschaftlich reizvollen Gegend eine Siedlung, errichteten einen kleinen Staudamm (Deer Lake Dam) und schufen dadurch einen kleinen See (Deer Lake Pond), der auch von Hirschen (englisch: deer) aufgesucht wurde. Das Borough Deer Lake wurde 1936 gegründet und wurde und wird überwiegend als Erholungsort genutzt.

## Muhammad Ali Boxcamp
Deer Lake erlangte großes öffentliches Interesse, als der Boxer Muhammad Ali nach seiner boxerischen Zwangspause im Jahr 1970 ein ruhiges Trainingscamp für einen Neubeginn suchte und in Deer Lake fündig wurde. Er bereitete sich dort auf alle seine folgenden Kämpfe vor. Das Camp ist heute noch nahezu unverändert erhalten und damals wie heute Anziehungspunkt für Touristen aus aller Welt.

## Demografische Daten
Im Jahr 2012 wurde eine Einwohnerzahl von 692 Personen ermittelt, was eine Zunahme um 31,1 % gegenüber 2000 entspricht. Das Durchschnittsalter lag 2012 mit 40,1 Jahren unterhalb des Wertes von Pennsylvania, der 43,3 Jahre betrug. 31,1 % der heutigen Bewohner gehen auf Einwanderer aus Deutschland zurück. Weitere maßgebliche Zuwanderungsgruppen während der Anfänge des Ortes kamen zu 14,0 % aus Irland und zu 7,3 % aus Polen.